# ليا تشانغ
ليا تشانغ (بالإنجليزية: Lia Chang)‏ هي صحفية ومصورة وممثلة أمريكية، ولدت في 29 سبتمبر 1963 في سان فرانسيسكو في الولايات المتحدة.

## وصلات خارجية
- الموقع الرسمي
- ليا تشانغ على موقع IMDb (الإنجليزية)
- ليا تشانغ على موقع قاعدة بيانات الفيلم (الإنجليزية)